# Glødetråd
En glødetråd eller et filament er en transducer, der omdanner elektricitet til varme. Glødetråde kendes især fra glødepærer, hvor de bliver så varme, at en del af sortlegeme-strålingen fra dem, viser sig for det menneskelige øje som hvidgult lys. Foruden som lyskilde bruges glødetråde også som varmekilde til en lang række formål.

## Historisk
En glødetråd som lyste, blev første gang demonstreret i 1761 af Ebenezer Kinnersley.
I 1802 beskrev Humphry Davy et stort batteri til at få en platin glødetråd til at lyse.
Mange lavede glødetråde af forskellige materialer i den mellemliggende periode - bl.a. Thomas Edison.
Den 13. december 1904 fik ungareren Sándor Just og kroaten Franjo Hanaman det ungarske patent (No. 34541) for en glødepære med glødetråd af wolfram, som varede længere og gav mere lys end kulstofglødetråde.

## Sådan virker en glødetråd
En glødetråd kan, set fra et "elektrisk synspunkt", betragtes som en modstand: Når man sender en elektrisk strøm igennem den, vil der ifølge Ohms lov opstå et spændingsfald over glødetråden, og følgelig afsættes en elektrisk energi (elektrisk effekt over tid): Den energi, der afsættes, varmer tråden op, indtil sortlegeme-strålingen fra glødetråden "forbruger" energien i samme takt, som den tilføres.

## Glødetråden i en glødepære
Glødetråden i en glødepære er normalt lavet af wolfram; et "robust" metal der har et meget højt smeltepunkt. For at få det størst mulige overfladeareal, som tråden kan udsende stråling igennem, tilstræber man så lang og tynd en tråd som muligt — under forbehold af, at den jo stadig skal kunne være inde i glødepærens glaskolbe. Derfor er tråden viklet op i en spiral, som i sig selv er viklet op i en spiral — billedet til højre viser glødetråden fra en almindelig 60 watt glødepære set i et elektronmikroskop.
Ved de temperaturer, glødetråden i en pære arbejder ved, ville selv wolfram blive angrebet af ilten i den atmosfæriske luft, så derfor er luften inden i pærens glaskolbe enten pumpet ud (vakuum) eller erstattet af en ædelgas, som ikke reagerer kemisk med andre stoffer.
Desuden fordamper der ganske langsomt metal fra glødetråden, mens den gløder — i visse glødepærer kan man nogle gange se, at det fordampede metal har dannet en grå eller sølvskinnende belægning på indersiden af glasset. I halogenpærer har man tilsat en smule af et halogen; disse gasarter binder de fordampede wolfram-atomer og "afleverer" dem tilbage til glødetråden: Det bidrager til at forlænge halogenpærens levetid væsentligt i forhold til "normale" glødepærer.

## Glødetråden som varmekilde
Som bekendt er glødepærer ikke de mest effektive elektriske lyskilder, man har — faktisk er glødetråden bedre til at lave varme end at lave lys ud af den elektriske energi. Glødetråde, der virker som varmekilde, finder man i elektriske strygejern, brødristere, elektriske komfurer og ovne, el-radiatorer etc., men her er glødetråden som oftest kapslet ind i noget, der forhindrer brugeren i at komme i direkte kontakt med den flere hundrede grader varme og strømførende tråd. Glødetråde anvendes desuden i radiorør, lysstofrør og billedrør, hvor deres formål er at varme en katode op, så den udsender flere elektroner.
En gløderørsmotor benytter et gløderør med en glødetråd lavet af platin. Platin har et pænt højt smeltepunkt og er modstandsdygtigt overfor oxidering og kemiske påvirkninger.